# NGC 654
NGC 654 ist ein offener Sternhaufen im Sternbild Kassiopeia. NGC 654 hat einen Durchmesser von 6′ und eine scheinbare Helligkeit von 6,5 mag. NGC 654 gehört zur OB-Assoziation Cassiopeia OB8, zu der unter anderem auch NGC 663 und Messier 103 gehören. 
Das Objekt wurde am 3. November 1787 von dem deutsch-britischen Astronomen Friedrich Wilhelm Herschel entdeckt.

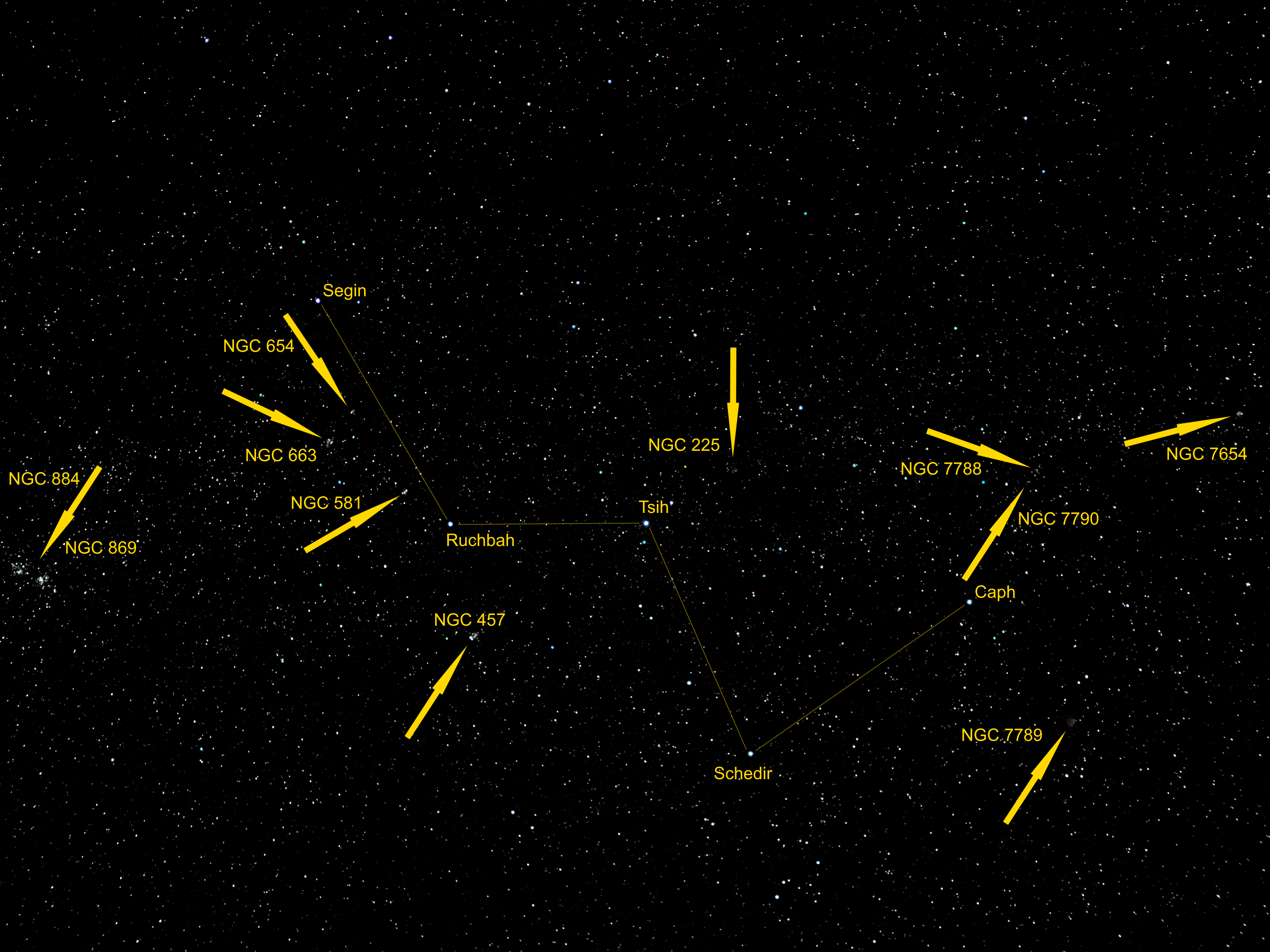
Das Sternbild Kassiopeia mit der Lage der Doppelsternhaufen χ Persei (NGC 884) und h Persei (NGC 869) sowie der Sternhaufen NGC 654, NGC 663, NGC 581, NGC 457, NGC 225, NGC 7788, NGC 7790, NGC 7789 und NGC 7654.